# Cantón de Limonest
El cantón de Limonest (en francés canton de Limonest) era una división administrativa francesa, que estaba situada en el departamento de Ródano, de la región de Ródano-Alpes.

## Composición
El cantón estaba formado por nueve comunas:
- Chasselay
- Les Chères
- Civrieux-d'Azergues
- Collonges-au-Mont-d'Or
- Limonest
- Lissieu
- Marcilly-d'Azergues
- Saint-Cyr-au-Mont-d'Or
- Saint-Didier-au-Mont-d'Or

## Supresión del cantón
En aplicación del artículo L3611-1 del Código general de las colectividades territoriales francesas, el uno de enero de 2015 cinco de las comunas del cantón de Limonest, pasaron a formar parte de la Metrópoli de Lyon, y en aplicación del decreto nº 2014-267, el 2 de abril de 2015, las cuatro comunas que quedaban, pasaron a formar parte del nuevo cantón de Anse.